# Дадо Полумента
Дамир Дадо Полумента (Бијело Поље, 29. август 1982) црногорски је певач.

## Биографија
Рођен је у Бијелом Пољу у бошњачкој породици. Његов стриц Шако Полумента је такође певач. Године 2008. објавили су дует Љепша од ноћи.
Године 2001. објавио је свој дебитантски албум Јасмина за Best Records, али није остварио већи успех. Међутим, након паузе, постао је истакнут у балканској музичкој индустрији након објављивања свог другог албума 100 степени (2005) за Grand Production.
Својевремено је напустио Grand Production и преко стрица потписао уговор за Gold Music и снимио албум Волим те... (2007). Дана 26. јуна 2008. објавио је баладу под називом Моја срно, која је изведена на Вогошћа фестивалу 2008. у Босни и Херцеговини. Четврти студијски албум Заувијек твој објавио је 15. децембра 2008. године.
Свој пети студијски албум Бунтовник објавио је 18. новембра 2010. године за Grand Production.
После десетак година најављен је нови албум Алеа, који је требало да буде објављен 25.10.2023., али је одложен због операције његове ћерке. Објављен је само први сингл и музички спот Алеа, посвећен његовој ћерци Алеи.

## Приватни живот
Са српском манекенком Анамаријом Кикош, са којом је живео три године, има сина Доријана. Она је тада била његова невенчана партнерка, али су раскинули убрзо након рођења детета.
Одгајан је у исламској породици. Његово венчање са првом супругом Селмом Мекић у њеном родном Новом Пазару 12. децембра 2012. године било је у складу са исламском вером. Развели су се у јуну 2013. године. Године 2016. оженио се Ивоном Ивковић с којом има две ћерке.

## Дискографија

### Албуми
- Јасмина (2001)
- 100 степени  (2005)
- Волим те (2007)
- Заувијек твој (2008)
- Бунтовник (2010)
- Вирус (2011)
- Не дам ја на тебе (2013)
- Алеа (2023)

### Синглови
- Револуција (2014)
- Гужва је у граду (2014)
- За тебе увјек бићу ту, с краја свјета ја ћу доћи (2015)
- Овисан сам о њој (2015)
- Срце кад стане, тада је касно да мијењаш се (2016)
- Ја те волим (2017)
- О теби (2018)
- Гдје су сада сви (2020)
- Рани ме (2021)
- Лане (2021)
- Југо југо (2024)

### Дуети и колаборације
- Љепша од ноћи (2008) са Шаком Полументом
- Женим се (2011) са Шаком Полументом
- Љубави моја (2012) са Елитни одреди
- Тачно је (2012) са Славицом Ћуктераш
- Љето (2013) са Марком Ванилом
- Премија (2014) са Николијом
- Балкан (2015) са Растом
- Доминантна (2016) са Џала Братом
- Жене (2017) са Ђанијем
- За брата мог (2017) са Леоном
- Од Јадрана до Београда (2018) са Владом Матовићем и Лимом
- Камелеон (2021) са Ем си Јанком
- Нема кризе (2021) са Ем си Јанком
- Барби (2021) са Ем си Јанком
- Моја је (2022) са Махдијем
- Фали ми (2022) са Ермином
- Она које нема (2023) са Џенаном Лончаревићем
- Ти си ми све (2023) са Лином
- Зар је љубав то (2023) са Дениалом Ахметовићем
- Халали (2023) са Емиром Ђуловићем
- 101 ружа (2024) са Махдијем
- Есма (2024) са Пеђом Меденицом
- Лијепо зло (2025) са Пеђом Јовановићем